# 静岡県道・愛知県道173号湖西東細谷線

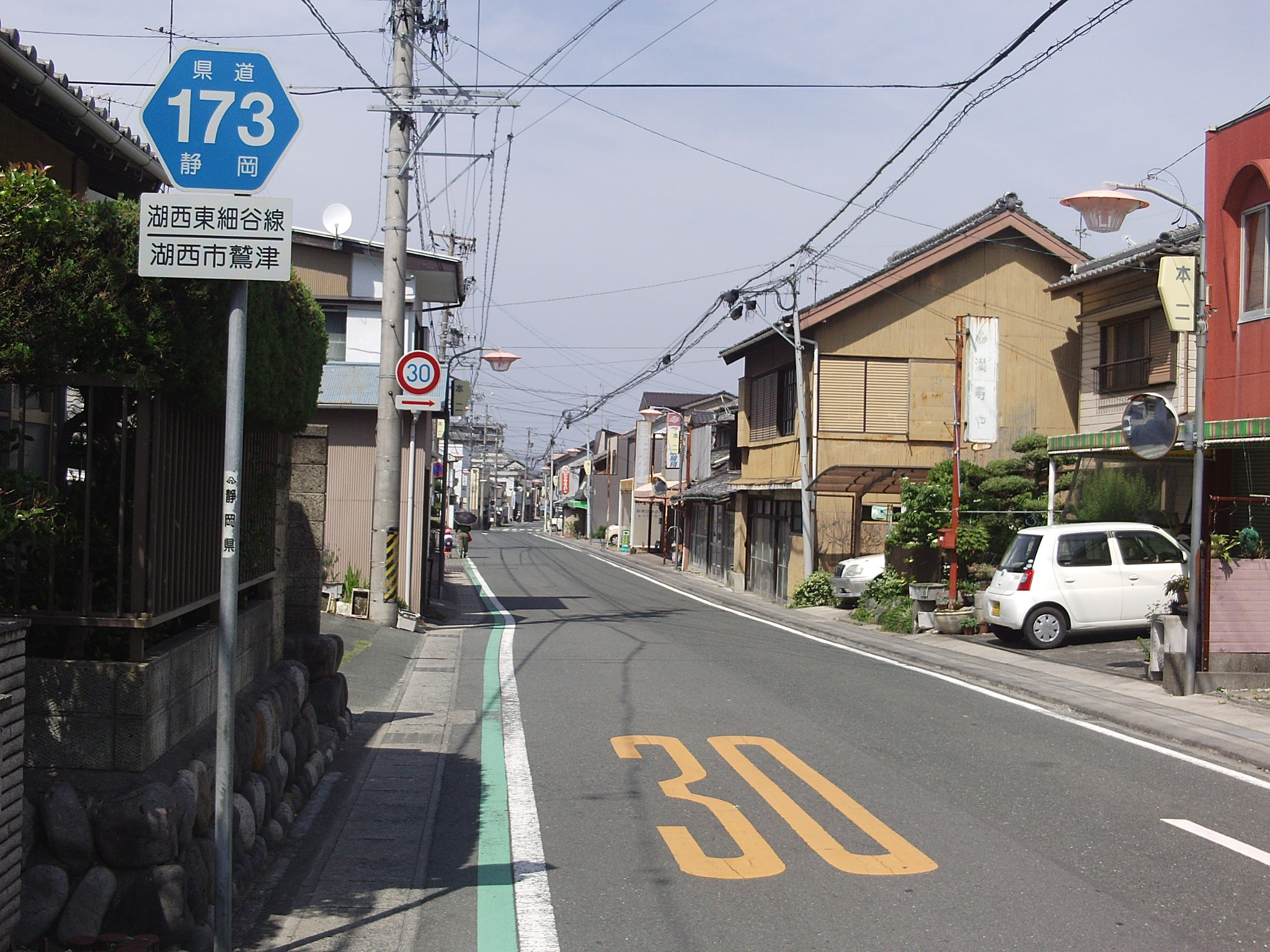
起点側、JR東海道本線鷲津駅の駅前にある街並み。（静岡県湖西市鷲津）

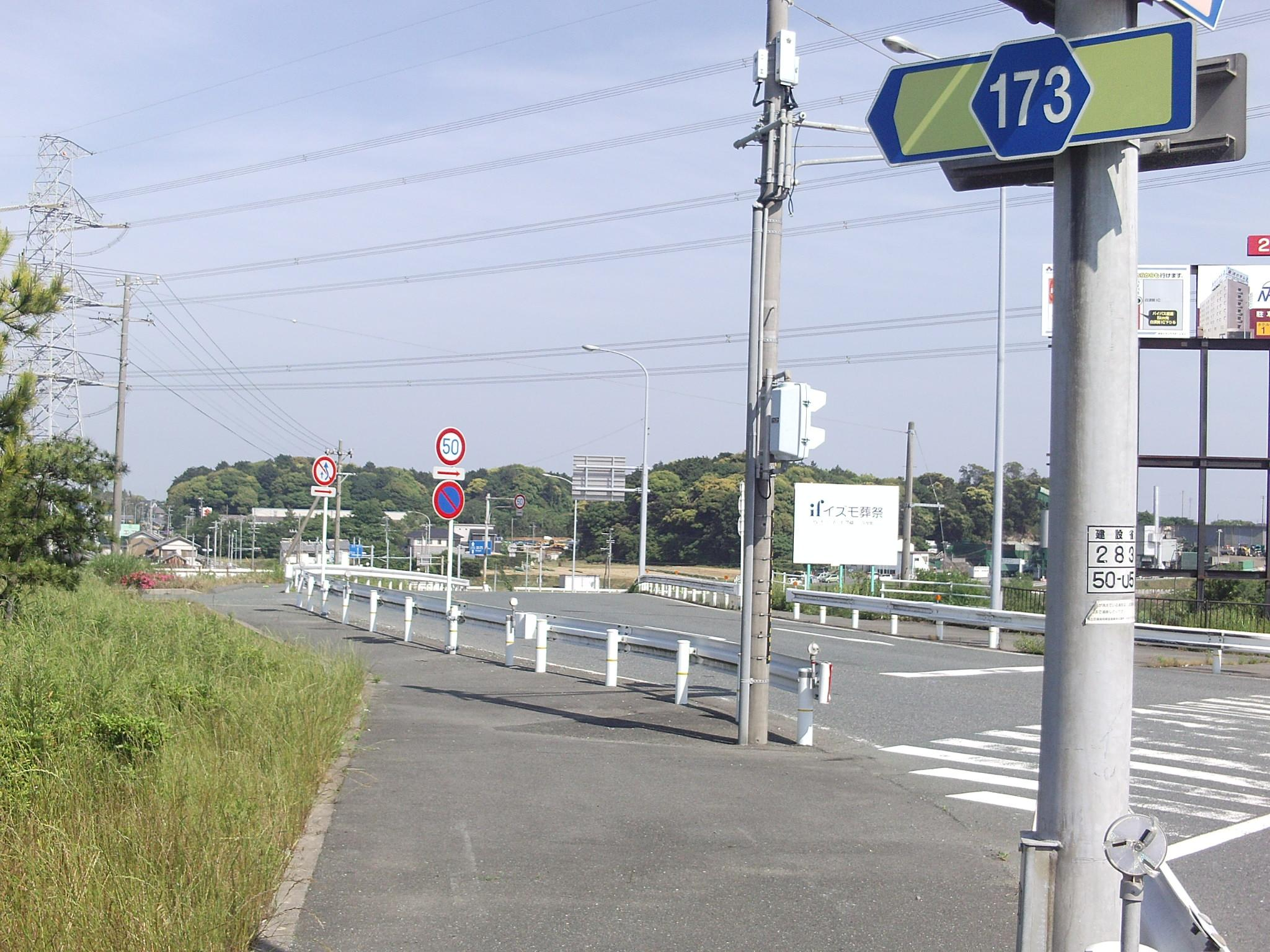
終点。愛知県側はごく僅かな区間しかない。途中までは東海道の経路である。（愛知県豊橋市東細谷町）

静岡県道・愛知県道173号湖西東細谷線（しずおかけんどう・あいちけんどう173ごう こさいひがしほそやせん）は、静岡県湖西市から愛知県豊橋市に至る一般県道である。

## 概要
ほぼ全線が静岡県内を通り、愛知県区間は終点側に僅か200m余りほどしかない。また、白須賀交差点から終点までは国道1号の旧道である。
スズキ湖西工場の正門前から並行して国道1号方面に抜ける市道があるため、大型貨物車はそちらを通行することが多い。

### 路線データ
- 起点：静岡県湖西市鷲津
- 終点：愛知県豊橋市東細谷町一里山
- 路線延長：静岡県内8.0km、愛知県内0.2km

## 沿革
- 1997年（平成9年）4月1日  前年の国道1号潮見バイパス開通に伴い、それまでの静岡県道329号白須賀鷲津停車場線を区間延長のうえ改称・認定

## 地理

### 通過する自治体
- 静岡県
  - 湖西市
- 愛知県
  - 豊橋市

### 交差する道路
- 国道301号（鷲津駅前（西）交差点および古見交差点）
- 静岡県道3号豊橋湖西線（鷲津中学校前交差点 - 川尻交差点で重複）
- 静岡県道332号新所原停車場白須賀線（白須賀駐在前交差点 - 白須賀交差点で重複）
- 国道42号（白須賀交差点）
- 国道1号（一里山東交差点）

### 沿線
- JR東海道線鷲津駅
- 豊田佐吉記念館
- スズキ湖西工場
- 浜名湖カントリークラブ
- 白須賀宿